# Pascal Zoghbi
Pascal Naji Zoghbi (arabe : پاسكال ناجي زغبي) est un graphiste et créateur de caractères libanais. Il a créé le studio 29 Letters spécialisé dans les polices de caractères arabes et latines. Il développe notamment des polices pour Noor Bank (en) et le journal El Watan[Lequel ?] à Dubaï, le musée d’Art islamique de Doha, le centre commercial Ibn Battuta Mall  à Dubaï, l’ambassade d’Abu Dhabi à Washington, ou encore des polices d’interface graphique pour Google : Droid Arabic Naskh et Droid Arabic Kufi, à partir desquelles ont été développées Noto Naskh Arabic et Noto Kufi Arabic.

## Biographie
Zoghbi étudie le graphisme et la typographie à l’université Notre-Dame-de-Louaizé où il prend un intérêt pour la calligraphie arabe. Il étudie ensuite la création de caractères à l’Académie royale des arts visuels (KABK) de La Haye en 2006. Il crée le studio 29 Letters en 2006.
Depuis 2007, il est professeur de graphisme et typographie à l’université Notre-Dame-de-Louaizé et de typographie à l’université américaine de Beyrouth,.
Zogbi a collaboré à la création de TheMix Arabic avec Mouneer Al-Shaarani et Lucas de Groot, une extension de TheMix de de Groot pour l’écriture arabe.
Il crée les caractères arabes de Droid Arabic Kufi et Droid Arabic Naskh pour compléter la police Droid de Google en 2010.

## Ouvrages
- (en) Don Stone Karl et Pascal Zoghbi (en anglais), Arabic Graffiti, Berlin, From Here to Fame, 2011, 200 p. (ISBN 978-3-937946-26-9).
- Don Stone Karl et Pascal Zoghbi (trad. Charlotte Woillez, traduction française), Le graffiti arabe, Eyrolles, 2012, 208 p. (ISBN 978-2-212-13492-6).